# ركوب السجادة السحرية (فلم تركي)
ركوب السجادة السحرية (Organize İşler) هو فيلم كوميدي تركي، من تأليف وإخراج يلماز أردوغان، يحكي قصة مجرم صغير يجند عن طريق الخطأ كوميدي سوبرمان فاشل داخل عصابته. تم إصدار الفيلم يوم 23 ديسمبر 2005، حيث تم تصوير الفيلم في إسطنبول، بتركيا.